# HSH Nordbank
Hamburg Commercial Bank (antes HSH Nordbank) es un banco comercial del norte de Europa con sede en Hamburgo así como en Kiel, Alemania. Es activo en banca privada y corporativa. Los principales intereses del HSH se concentran en la actividad naviera, transporte, inmobiliaria y energías renovables. El banco fue creado como resultado de la fusión entre el Hamburgische Landesbank y el Landesbank Schleswig-Holstein el 2 de junio de 2003. HSH tiene operaciones significantes en Luxemburgo, Nueva York, Londres y Singapur. A diciembre de 2009 empleaba 4.188 personas en todo el mundo.
A diciembre de 2009 HSH tenía una hoja de balance de EUR 174.500 millones y reportó unas pérdidas de EUR 678 millones.
Los accionistas son los siguientes:
| Propietario                                          | Proporción |
| ---------------------------------------------------- | ---------- |
| Ciudad de Hamburgo                                   | 43.00%     |
| Estado de Schleswig-Holstein                         | 42.50%     |
| JC Flowers                                           | 9.20%      |
| Asociación de Cajas de Ahorros de Schleswig Holstein | 5.30%      |

Durante la fusión, la ciudad de Hamburgo y el estado de Schleswig-Holstein acordaron mantener la mayoría de las acciones por lo menos hasta final de 2013.

## Crisis financiera de 2007-2010
Con el principio de la crisis financiera de 2007-2010 HSH tuvo que reportar pérdidas en su cartera de inversiones crediticias. En septiembre de 2008 HSH anunció nuevas amortizaciones. Como una consecuencia directa el director ejecutivo (CEO) Hans Berger dimitió y en las siguientes semanas HSH anunció una extensa reestructuración. Las sucursales de Copenhague y Hong Kong fueron reducidas a representaciones y el nuevo negocio se concentrará en la región principal del norte de Alemania.
En diciembre de 2008 se le concedió a HSH la emisión de 30.000 millones de títulos garantizados bajo el programa SoFFin alemán. Un requerimiento que le fue impuesto al HSH fue aumentar su ratio de capital al menos al 8%. El 20 de enero de 2009 se emitieron EUR 3.000 millones de títulos garantizados. El 24 de febrero de 2009, HSH recibió nuevo capital de EUR 3.000 millones y créditos garantizados de EUR 10 000 millones de sus dos principales accionistas, los estados de Hamburgo y Schleswig-Holstein. Los otros accionistas, JC Flowers y la asociación de cajas de ahorro, no participaron en la inyección de capital. Junto con este aumento de su capital social, HSH anunció una nueva reestructuración. Planea desprenderse de actividades no estratégicas y activos tóxicos en un "banco malo" que debe ser creado.
El 9 de abril de 2009, el presidente del consejo supervisor Wolfgang Peiner señaló Freshfields Bruckhaus Deringer para investigar las recientes decisiones de la dirección administrativa del Vorstand. El 17 de abril de 2009, el consejo supervisor del HSH Nordbank reveló de sus obligaciones a Frank Roth, miembro del consejo de administración e inició la presentación de cargos criminales contra él. El banco reclama que Frank Roth filtró información estrictamente confidencial a terceros.